# Балансовий рахунок
Балансовий рахунок — реальні кошти, сконцентровані на банківському рахунку суб’єкта підприємницької діяльності або іншої юридичної особи; рахунок бухгалтерського обліку, показники якого знаходять віддзеркалення в бухгалтерському балансі. Проте це не означає, що назви статей балансу повинні відповідати назвам балансових рахунків. Дані одного балансового рахунку можуть відбиватися в декількох